# Calymmochilus dispar
Calymmochilus dispar är en stekelart som beskrevs av Boucek och Andriescu 1967. Calymmochilus dispar ingår i släktet Calymmochilus och familjen hoppglanssteklar.
Artens utbredningsområde är:
- Bulgarien.
- Frankrike.
- Tyskland.
- Italien.
- Rumänien.
- Spanien.
- Armenien.
- Kroatien.

Inga underarter finns listade.